# Johann Appler

Johann Appler, Porträtfoto aus dem Reichstags-Handbuch 1933

Johann Paulus Appler (* 13. Juni 1892 in Straßenhof, Gemeinde Urphertshofen; † 21. Dezember 1978 in Gunzenhausen) war Reichstagsabgeordneter der NSDAP.

## Leben
Appler besuchte von 1898 bis 1912 die Volks- und Fortbildungsschule in Urphertshofen. 1912 trat er in das 10. Infanterieregiment „König“ des Königlich Bayerischen Heeres ein. Von August 1914 bis 1918 nahm er als Zugführer am Ersten Weltkrieg teil und erhielt dabei mehrere Kriegsauszeichnungen. 1920 wurde er aus der Reichswehr entlassen und fand von 1922 bis 1935 als Reichsfinanzbeamter Arbeit: Bis 1928 als Zollassistent im Grenzdienst, dann als Steuersekretär im Finanzamt Gunzenhausen.
Von 1925 bis 1928 war Appler Mitglied des Völkisch-Sozialen Blocks. Zum 1. August 1928 trat er der NSDAP bei (Mitgliedsnummer 95.219) und übernahm bis 1930 die Leitung der Ortsgruppe Gunzenhausen im Gau Franken. Bis 1932 leitete er den NSDAP-Bezirk Gunzenhausen, dann anschließend bis November 1940 den dortigen Kreis. Zudem war er Gauredner der Partei und Mitglied der SA im Rang eines Sturmbannführers. 1931 gründete Appler die SS-Gruppe Gunzenhausen und war als SS-Sturmführer deren Kommandeur.
Am 21. Januar 1933 rückte Appler für den ausgeschiedenen Abgeordneten Wilhelm Stegmann in den Reichstag nach. Das Mandat behielt er auch nach der „Machtergreifung“ der Nationalsozialisten bis Kriegsende im dann bedeutungslosen Reichstag. Seit 28. April 1933 schon ehrenamtlicher zweiter Bürgermeister von Gunzenhausen, wurde Appler am 1. Oktober 1935 Erster Bürgermeister und blieb dies bis April 1945.
Nach Unterlagen der Zentralstelle in Ludwigsburg gelang Appler 1945 die Flucht nach Spanien, von wo aus er sich 1946 nach Kairo in Ägypten absetzte. Dort konvertierte er zum Islam und lebte unter dem Namen Salah Chaffar. Nach der Rückkehr nach Deutschland wurde er im September 1949 wegen Landfriedensbruch angeklagt und zu sechs Monaten Gefängnis verurteilt, vermutlich wegen seiner maßgeblichen Beteiligung an den Novemberpogromen von 1938. Zwei weitere Strafverfahren endeten im November 1949 und September 1950 mit Freisprüchen. Bis zu seinem Tod lebte Johann Appler in Gunzenhausen.